# Ladrão de Casaca
Arsène Lupin, Ladrão de Casaca é uma coletânea de nove histórias do escritor francês Maurice Leblanc que constituem as primeiras aventuras de Arsène Lupin. Surgiu em 1907 com o título francês Arsène Lupin, gentleman-cambrioleur — literalmente, Arsène Lupin, ladrão-cavalheiro — por encomenda para a revista francesa Je sais tout: Pierre Lafitte, o editor da revista, encomendou a Maurice Leblanc uma novela policial, cujo herói fosse para a França o que eram para a Inglaterra Sherlock Holmes (de Sir Arthur Conan Doyle) e A. J. Raffles ao mesmo tempo.
Nasceu assim Arsène Lupin, personagem vivo, audacioso, impertinente, desafiando sem cessar o Inspetor Ganimard, arrastando corações atrás de si, zombando das posições conquistadas e ridicularizando os burgueses, socorrendo os fracos, Arsène Lupin é um Robin Hood da Belle Époque.
Como não poderia deixar de ser, Lupin se defronta diversas vezes com o maior detetive de todos os tempos, seu rival "Herlock Sholmes" (nome de Sherlock Holmes na obra de Leblanc; nas primeiras edições não havia tal modificação, mas teve de ser feita após protestos de Conan Doyle), e cria várias situações embaraçosas para o grande detetive de Doyle. Lupin tinha uma característica peculiar: avisava sempre a vítima antes do roubo. Mas, independentemente dos esforços da polícia, Lupin sempre "adquiria" o que queria.
Nas palavras de Pierre Lazareff, "Um Robin Hood bem francês: não se leva muito a sério; sua arma mais mortífera é o engenho; não é um aristocrata que vive como anarquista, mas um anarquista que vive como aristocrata."
A série foi adaptada várias vezes ao cinema: Arsène Lupin détective (1937), com Jules Berry; Les Aventures d'Arsène Lupin (1956) de Jacques Becker, com Robert Lamoureux; Arsène Lupin contre Arsène Lupin (1962) de Édouard Molinaro, sendo também famosa a série televisiva baseada na obra em causa.

## Conteúdo
A coletânea agrupa as seguintes histórias:
- A prisão de Arsène Lupin, publicação original em Je sais tout, n° 6, 15 de julho de 1905. Ao desembarcar nos EUA de uma viagem no transatlântico Provence, o “ladrão de casaca” Arsène Lupin — “o incansável ladrão cujas proezas enchiam as páginas dos jornais havia meses [...] o caprichoso gentil-homem que só operava nos castelos e nos salões [...] o homem dos mil disfarces” — é preso por seu arqui-inimigo, o inspetor Ganimard. Mas graças ao seu poder de sedução, consegue se desvencilhar antes das “provas do crime”, dinheiro e joias furtados durante a travessia marítima.

- Arsène Lupin na prisão, publicação original em Je sais tout, n° 11, 15 de dezembro de 1905, sob o título La Vie extraordinaire d'Arsène Lupin en prison. Mesmo trancafiado atrás das grades, Arsène Lupin, através de um estratagema, consegue surrupiar obras de arte valiosas (dois Rubens, um Watteau etc.) do castelo "inexpugnável" do Barão Cahorn.

- A evasão de Arsène Lupin, publicação original em Je sais tout, n° 12, 15 de janeiro de 1906, sob o título La Vie extraordinaire d'Arsène Lupin : L'Évasion d'Arsène Lupin. Arsène Lupin cria uma expectativa de que fugirá da prisão e, fazendo-se passar por outra pessoa (o pobre-coitado Baudru Désiré), acaba conseguindo sair de lá.

- O viajante misterioso, publicação original em Je sais tout, n° 13, 15 de fevereiro de 1906, sob o título La Vie extraordinaire d'Arsène Lupin : Le Mystérieux Voyageur. Em viagem de Paris a Rouen, Arsène Lupin (sob o pseudônimo Guillaume Berlat) sofre uma agressão e assalto, mas depois ajuda a polícia (embora a rigor ele próprio seja procurado pela polícia!) a prender o ladrão: o assassino Pierre Onfrey.

- O colar da rainha, publicação original em Je sais tout, n° 15, 15 de abril de 1906, sob o título La Vie extraordinaire d'Arsène Lupin : Le Collier de la reine. Numa noite após uma recepção, o lendário “colar da rainha” (que pertenceu a Maria Antonieta) desaparece misteriosamente da mansão do conde e condessa de Dreux-Soubise. Anos depois, em almoço em casa do casal, um tal de cavalheiro Floriani, que o conde conhecera na Sicília (mas que na verdade é Arsène Lupin sob um de seus muitos disfarces) elucida o mistério.

- O cofre-forte da Sra. Imbert, publicação original em Je sais tout, n° 16, 15 de maio de 1906, sob o título La Vie extraordinaire d'Arsène Lupin : Le Coffre-fort de madame Imbert. Primeiro golpe da "carreira" de Arsène Lupin, verdadeiro "batismo de fogo", e a primeira vez que ele usa este nome. De olho na suposta fortuna do casal Imbert, Lupin trama um ataque noturno contra o Sr. Ludovic e finge salvá-lo. Este, agradecido, contrata Lupin como seu secretário particular, que se aproveita da situação para assaltar o cofre-forte. Só que os títulos lá guardados eram falsos! "Foi a única vez, durante toda a minha vida, que fui logrado. Mas, com todos os demônios, essa vez valeu por muitas e boas!"

- Herlock Sholmes chega tarde, publicação original em Je sais tout, n° 17, 15 de junho de 1906, sob o título La Vie extraordinaire d'Arsène Lupin : Sherlock Holmes arrive trop tard – Observe-se que, entre a publicação no periódico e a publicação na coletânea, Sherlock Holmes tornou-se Herlock Sholmès, em virtude de um protesto de Conan Doyle, «pai do verdadeiro Sherlock Holmes». Primeiro encontro entre o "ladrão nacional" francês Arsène Lupin e o "grande policial inglês [...] Herlock Sholmes, o mais extraordinário decifrador de enigmas", girando em torno de uma passagem secreta, cujo segredo se perdeu com o tempo, que dá acesso ao castelo de Thibermesnil, cujos tesouros são cobiçados por Lupin (aqui sob o pseudônimo de Horace Velmont).

- A pérola negra, publicação original em Je sais tout, n° 18, 15 de julho de 1906, sob o título La Vie extraordinaire d'Arsène Lupin : La Perle noire. Arsène Lupin penetra no apartamento da viúva Zalti, condessa de Andillot, com o intuito de roubar a pérola negra, presente de um imperador. Depara com seu corpo, assassinada, e constata que a pérola desapareceu. Tempos depois Lupin extorque a pérola do ladrão e assassino, que havia sido absolvido pela Justiça, por falta de provas.

- O sete de copas, publicação original em Je sais tout, n° 28, 15 de maio de 1907, sob o título Comment j'ai connu Arsène Lupin : Le Sept de cœur. Fatos estranhos e inexplicáveis ocorrem na casa do narrador (Maurice Leblanc), a qual, à sua revelia, servia de esconderijo dos planos roubados do submarino Sete de Copas. As investigações o levam a descobrir que seu amigo Jean Daspry na verdade é Arsène Lupin, de quem se torna biógrafo. "E eis como conheci Arsène Lupin. [...] Eis como estabeleci laços de amizade muito agradáveis com o nosso grande homem e como, pouco a pouco, graças à confiança com que ele se digna honrar-me, me tornei seu mui humilde, mui fiel e mui reconhecido historiógrafo."